# A szerelem arca
A szerelem arca (eredeti cím: The Face of Love) 2013-as amerikai romantikus filmdráma Arie Posin rendezésében. A főbb szerepekben Annette Bening, Ed Harris, Robin Williams, Amy Brenneman, Jess Weixler és Linda Park látható. A 2013-as Torontói Nemzetközi Filmfesztiválon a Különleges bemutató szekcióban vetítették.

## Cselekmény
Egy özvegy beleszeret egy férfiba, aki feltűnően hasonlít elhunyt férjére.

## Szereplők
| Szerep               | Színész        | Magyar hang    |
| -------------------- | -------------- | -------------- |
| Nikki                | Annette Bening | Kovács Nóra    |
| Tom/Garrett          | Ed Harris      | Epres Attila   |
| Roger                | Robin Williams | Háda János     |
| Ann, Tom ex-felesége | Amy Brenneman  | Bertalan Ágnes |
| Summer               | Jess Weixler   | Csifó Dorina   |
| Jan                  | Linda Park     | Kiss Anikó     |

## A film készítése
A filmet 2012-ben forgatták Los Angelesben, gyártója a Mockingbird Pictures.
Bemutató
2013 májusában az IFC Films megvásárolta a film forgalmazási jogait az Egyesült Államokban. A filmet 2013 szeptemberében mutatták be.

## Fordítás
- Ez a szócikk részben vagy egészben  a   The Face of Love (2013 film) című angol Wikipédia-szócikk fordításán alapul.  Az eredeti cikk szerkesztőit annak laptörténete sorolja fel. Ez a jelzés csupán a megfogalmazás eredetét és a szerzői jogokat jelzi, nem szolgál a cikkben szereplő információk forrásmegjelöléseként.